# Turbo met variabele geometrie
Een turbo met variabele geometrie (VGT) is een type turbolader dat gebruikt wordt op verbrandingsmotoren. Het bijzondere aan een turbo met variabele geometrie is dat hij zich aanpast aan het toerental van de motor.

## Werking
Een normale turbomotor kent vaak een "turbogat" wanneer de turbo nog niet op toeren is. Een turbo met een te hoge verhouding zal maar langzaam op toeren komen, maar een turbo met een te lage verhouding zal de motor bij hoge toerentallen overbelasten en een te hoge druk veroorzaken, met als gevolg een lager vermogen. Bij een VGT is dit probleem teruggebracht doordat er verstelbare schoepen op het turbinewiel zitten. Hierdoor kan de gasstroom beter geregeld worden dan bij een gewone turbo. Bij een lage druk komt er meer gasstroom via de schoepen op het turbinewiel terecht en bij een hoge druk gaat de gasstroom gelijk naar het turbinewiel. Hierdoor zijn VGT's efficiënter dan een conventionele turbo. Een VGT draait vooral sneller bij een laag toerental zodat het koppel van de motor eerder beschikbaar is. Bij veel VGT's is een wastegate vaak niet eens nodig.

## Gebruik
Veel turbodieselmotoren maken al jaren gebruik van VGT's, maar bij benzinemotoren zijn ze nog betrekkelijk nieuw. De Peugeot 405 T16 uit 1992 was voorzien van een Garrett VAT25 op zijn 2.0 16V turbomotor. De Porsche 911 Turbo uit 2007 heeft twee VGT's van BorgWarner op zijn zescilinder biturbo boxermotor. Hetzelfde geldt voor de Porsche 911 GT2.